# Río Aranda
El río Aranda es un río de España, afluente del río Jalón por la margen izquierda. Tiene una longitud de 51,9 km y su caudal en Aranda de Moncayo es de 13,8 hm³/año. Discurre íntegramente por territorio aragonés atravesando los términos municipales de Pomer, Aranda de Moncayo, Jarque de Moncayo, Gotor, Illueca, Brea de Aragón y Arándiga.

## Geografía

### Nacimiento y alto Aranda
El nacimiento del río Aranda, según la Confederación Hidrográfica del Ebro, se encuentra a unos 1000 m sobre el nivel del mar, en las inmediaciones de la localidad de Pomer, lindando con la raya de Aragón y Castilla. 
En el tramo del nacimiento el cauce permanece seco durante parte del año hasta que recibe las aguas de Lagüén, manantial caudaloso situado en el término de Aranda de Moncayo a dos kilómetros al oeste de la población y considerado tradicionalmente el nacimiento del río. 
En la huerta de Aranda aportan sus aguas dos barrancos con fuerte estiaje. Por su margen izquierda el Pedreñas aguas arriba del embalse de Maidevera y aguas abajo de la presa tributa, por la derecha, el barranco de Malache en el paraje de Maidevera.

### Curso medio
En su curso medio riega las huertas y abastece a las poblaciones de Jarque, Gotor, Illueca, Brea y Sestrica; recibiendo las escorrentías de la vertiente norte de la sierra de la Virgen a través de numerosos arroyos.

### Desembocadura
Antes de alcanzar la villa de Arándiga recibe las aguas del Isuela, su único afluente de importancia, en el paraje conocido como La juntura. 
Desemboca en el Jalón por la margen izquierda dentro del término de Arándiga y justo antes de entrar en la comarca de Valdejalón por Ricla, a unos 385 m s. n. m.
El río Aranda salva un desnivel de 615 m en los 51,9 km de recorrido, con una pendiente media del 1,18 %.
La aportación natural del río Aranda al sistema Jalón es de 63,2 hm³, de los cuales corresponden al río Isuela 23,2 hm³.

## Historia
Aparece descrito en el segundo volumen del Diccionario geográfico-estadístico-histórico de España y sus posesiones de Ultramar de Pascual Madoz de la siguiente manera:

ARANDA: r. en la prov. de Zaragoza, part. jud. de Ateca: tiene su origen cerca de la v. que le da nombre, en una caudalosa fuente en un descenso de 6 leg.; despues de fertilizar la Brea de Aranda baña los térm. de Jarque, Gotor Illueca, Brea y Arandiga, pueblos del part. de Calatayud. En este último se le reune el r. Hijuela, y pasando por las tierras de Chodes, part. de la Almunia, desagua en el Jalon por su márg. izq. despues de dar movimiento á algunos molinos harineros y batanes.
(Madoz, 1845, p. 418)

## Lugares de interés turístico
La villa de Aranda da nombre al río y éste a la comarca que queda conformada casi en su totalidad por los valles del Aranda y del Isuela. De la riqueza paisajística y quietud de sus tierras destaca en el curso alto el manantial de Lagüén, los rápidos de la Bezocha y el embalse de Maidevera para uso recreativo y navegación a vela.
En julio de 2020 se inauguró en el curso medio la Vía Verde, corredor que transcurre desde el centro de interpretación de la Naturaleza "el Güayén" de Jarque hasta el parque del "maestro zapatero" de Brea. Tiene una longitud de casi 9 km. siguiendo el cauce y atravesando el bosque de ribera.
En el bajo Aranda destaca el Salto de las minas situado en el término municipal de Arándiga.